# Cultura de Ruanda

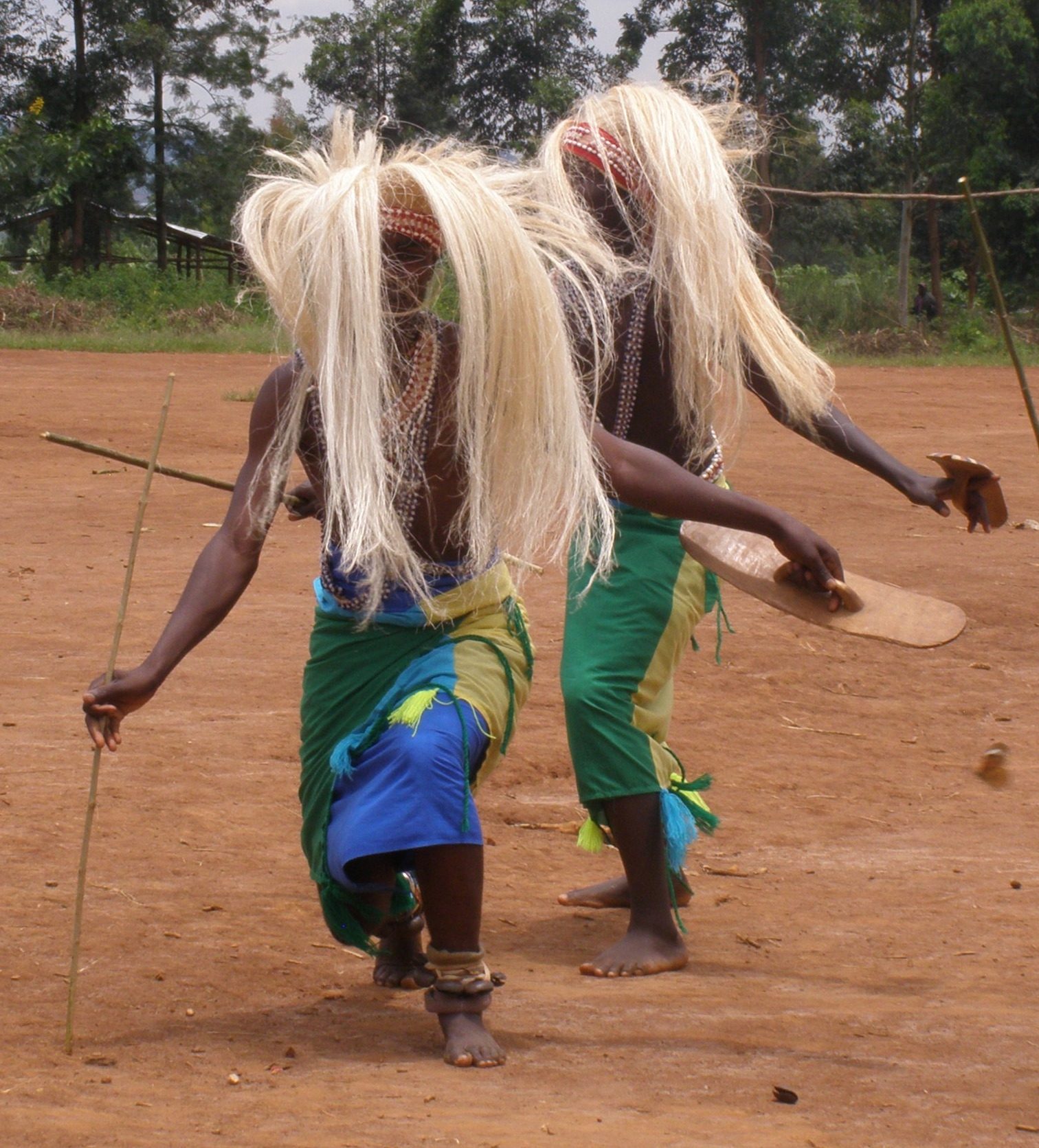
Bailarines tradicionales ruandeses de intore.

La cultura de Ruanda es variada. Ruanda a diferencia de muchos otros países de África, ha sido un estado unificado desde tiempos precoloniales compuesto por un único grupo étnico, los Banyarwanda, que poseen un lenguaje común y una cultura propia. Existen once días festivos nacionales por año, mientras que algunos otros son incorporados de forma ocasional por el gobierno. Adicionalmente, la semana posterior al Día del genocidio que se conmemora el 7 de abril es una semana oficial de duelo. El último sábado de cada mes se denomina umuganda, día nacional de servicio comunitario, durante el cual permanecen cerrados la mayoría de negocios.

## Música y danza
La música y la danza, junto con el relato de historias son una parte integral de las ceremonias, festivales y encuentros sociales en Ruanda. La danza tradicional más famosa es el intore, una rutina con una importante coreografía que se compone de tres elementos - el ballet, realizado por mujeres; la danza de los héroes, realizada por hombres, y los tambores. Tradicionalmente, la música es transmitida mediante tradición oral, con diversos estilos dependiendo de los grupos sociales. Los tambores son un elemento al que se le otorga gran importancia, los tamborilleros reales han disfrutado de un elevado estatus dentro de la corte de los mwami. Los tamborilleros por lo general tocan juntos en grupos de siete o nueve. En el país existe una industria de música popular en crecimiento, influenciada por elementos musicales del Este de África, Congo y Norteamérica. El género más popular es el hip hop, con una mezcla de rap con ragga, R&B y dance-pop. Entre los artistas locales populares se encuentran The Ben y Meddy, ambos artistas galardonados.